# 加布里埃尔·贝隆
加布里埃尔·贝隆·丰塞卡·德索萨（葡萄牙語：Gabriel Veron Fonseca de Souza；2002年9月3日—），简称“加布里埃尔·贝隆”（葡萄牙語：Gabriel Veron），是一名巴西足球运动员，场上司职前锋，現效力于巴甲球隊山度士（葡超球队波圖外借）。

## 俱乐部生涯
贝隆出生在巴西北里奥格兰德州的阿苏，他在2017年从家乡球队纳塔尔圣克鲁斯加入了帕尔梅拉斯青训。2018年6月，贝隆帮助帕尔梅拉斯U-17夺得了在马德里自治区举办的U-17世俱杯冠军，这也是他们的首座国际奖杯。贝隆个人也获得了赛事金靴奖以及赛事最佳球员的称号。
2018年11月14日，贝隆与帕尔梅拉斯签下了他的第一份职业合同，为期3年，至2021年。差不多一年后，在他从国家队比赛归来后，贝隆同意与帕尔梅拉斯续约3年。这份合同将会在他的18岁生日当天生效。
2019年11月28日，在帕尔梅拉斯0-1惜败弗鲁米嫩塞的巴甲比赛中，贝隆于下半场替补上阵，换下了威廉，完成了一线队以及巴甲首秀。同年12月5日，在帕尔梅拉斯5-1完胜戈亚斯的巴甲比赛中，贝隆于下半场替补登场，打进两球并为杜杜送出了一记助攻。这两粒进球也使他成为了帕尔梅拉斯队史上进球第二年轻的球员。贝隆同样也是在南美解放者杯中进球最年轻的球员。

## 国家队生涯
2019年9月20日，贝隆以主力的身份入选了巴西U-17主教练吉列尔梅·达拉·德阿的2019年U-17世界杯的21人大名单。在巴西U-17夺得他们的第4座U-17世界杯的征程中，贝隆作为无可争议的主力贡献了3粒进球，并获得了赛事金球奖。

## 生涯数据
最後更新：2021年1月3日
| 俱乐部     | 赛季     | 联赛     | 联赛 | 联赛 | 州联赛 | 州联赛 | 杯赛 | 杯赛 | 洲际赛 | 洲际赛 | 其他 | 其他 | 合计 | 合计 |
| 俱乐部     | 赛季     | 联赛等级 | 出场 | 进球 | 出场   | 进球   | 出场 | 进球 | 出场   | 进球   | 出场 | 进球 | 出场 | 进球 |
| ---------- | -------- | -------- | ---- | ---- | ------ | ------ | ---- | ---- | ------ | ------ | ---- | ---- | ---- | ---- |
| 帕尔梅拉斯 | 2019     | 巴甲     | 3    | 2    | —      | —      | —    | —    | —      | —      | —    | —    | 3    | 2    |
| 帕尔梅拉斯 | 2020     | 巴甲     | 16   | 3    | 6      | 0      | 3    | 2    | 7      | 3      | —    | —    | 32   | 8    |
| 生涯合计   | 生涯合计 | 生涯合计 | 19   | 5    | 6      | 0      | 3    | 2    | 7      | 3      | 0    | 0    | 35   | 10   |

1. ↑  在南美解放者杯中的出场

## 荣誉

### 俱乐部
帕尔梅拉斯
- 巴西圣保罗州联赛：2020（英语：2020 Sociedade Esportiva Palmeiras season）
- 南美解放者杯冠军：2020

### 国家队
巴西U-17
- 国际足联U-17世界杯冠军：2019[9]

### 个人
- 国际足联U-17世界杯金球奖：2019[10]